# Web应用程序攻击和检查框架
w3af（英語：Web Application Attack and Audit Framework，即：Web应用程序攻击和审计框架）是一个开源的Web应用程序安全扫描器。该项目为Web应用程序提供了一个漏洞扫描器和漏洞利用工具。它提供了有关安全性漏洞的信息，以便在渗透测试项目中使用。扫描器提供图形用户界面和命令行界面。

## 体系结构
w3af分为两个主要部分，核心部分和插件部分。核心协调过程并提供插件使用的特性，这些特性可以找到漏洞并利用它们。插件通过知识库相互连接并共享信息。
插件可以分为发现、审计、Grep、攻击、输出、损坏、免杀或暴力破解。

## 历史
w3af由Andres Riancho于2007年3月创建，经过多年的社区开发。2010年7月，w3af宣布该项目获得了赞助，并与Rapid7合作。有了Rapid7的支持，该项目开发速度将得到提高，并在用户和贡献者方面保持增长。

## 另请参阅
- Metasploit
- 低轨道离子炮（LOIC）
- OWASP 开放式Web应用程序安全项目